# Tratado de Karlowitz

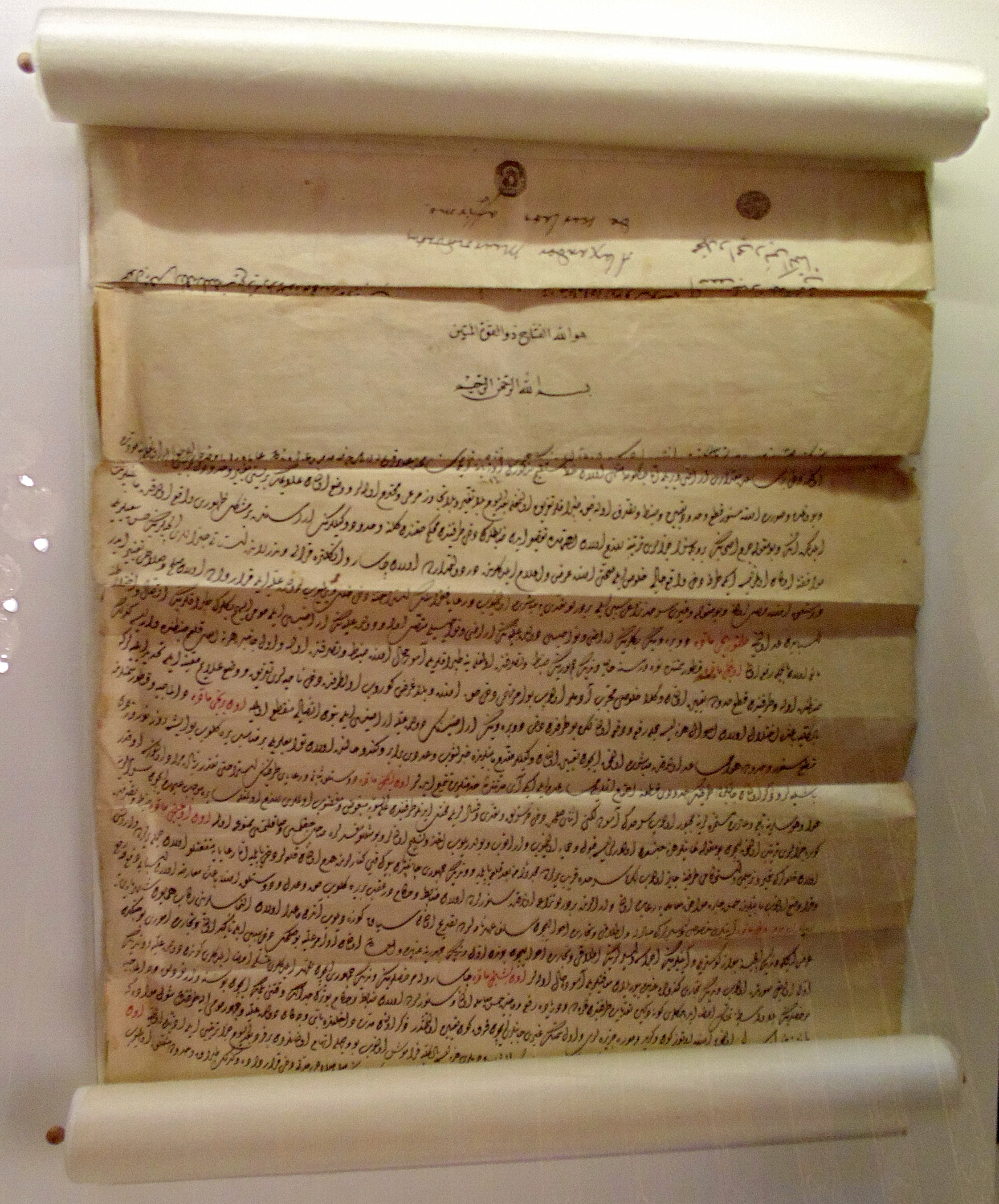
O documento original do tratado

O Tratado de Karlowitz, assinado em 1699 em Karlovci (Karlowitz em alemão; Karlofça em turco), hoje a cidade de Sremski Karlovci, na Voivodina (Sérvia), encerrou a Guerra Austro-Otomana de 1683-1697, que resultou em derrota otomana.
O tratado foi assinado em 26 de janeiro de 1699, após um congresso de dois meses de duração entre o Império Otomano, de um lado, e a Santa Liga (coalizão formada por diversas potências europeias, incluindo o Arquiducado da Áustria, a União Polaco-Lituana, a República de Veneza e o Czarado da Rússia). Os otomanos cederam a maior parte da Hungria, a Transilvânia e a Eslavônia à Áustria, e a Podólia à Polônia. A maior parte da Dalmácia foi entregue a Veneza, juntamente com a Moreia (a Península do Peloponeso), que os otomanos ganharam de volta pelo Tratado de Passarowitz em 1718.
O Tratado de Karlowitz marcou o início do declínio otomano na Europa Oriental e fez do Arquiducado da Áustria a potência dominante no sudeste da Europa.

## Mapas e imagens
- Situação política em 1568-71, antes do tratado. Todos os territórios mostrados são otomanos ou vassalos.
- Europa Central em 1683, antes do tratado:
      Império Habsburgo
    Império Otomano
- Situação política em 1699, após o tratado:
      Império Habsburgo
      Império Otomano
- A República das Duas Nações em 1686, antes do tratado
- A República das Duas Nações em 1699, após o tratado. Observe a perda otomana de território na parte inferior do mapa.
- Kapela mira (Capela da Paz), onde o Tratado de Karlowitz foi negociado